# Спиринг, Джей
Джей Спиринг (англ. Jay Spearing; род. 25 ноября 1988, Уолласи, Мерсисайд) — английский футболист, тренер. Воспитанник футбольной академии «Ливерпуля».

## Карьера
Обучаясь в Академии, он выступал на позициях правого защитника и центрального полузащитника, однако без особых успехов. Связано это было, прежде всего, с его недостаточно плотным телосложением. Впоследствии Спиринга стали наигрывать на позиции опорного полузащитника, именно здесь он смог проявить себя с наилучшей стороны.
Он был капитаном молодёжного состава «Ливерпуля», который выиграла Юношеский Кубок Англии, в финале одолев «Манчестер Юнайтед». За год до этого он принял участие в финальном матче этого же турнира, в котором мерсисайдский клуб оказался сильнее сверстников из «Манчестер Сити». Так как большую часть компании 2005—2006 годов Спиринг был травмирован, капитаном команды в это время был Стивен Дарби.
Летом 2007 года Джей вместе с Рэем Паттерилом и Мартином Хансеном перебрался в Мелвуд, чтобы тренироваться вместе с резервами «Ливерпуля». 8 августа 2008 года было объявлено о том, что Джей и пять его товарищей получили новые номера в первой команде клуба. Спиринг сменил свой номер 34 на 26. Дебютировал в матче за «Ливерпуль» в последней игре группового этапа Лиги чемпионов против ПСВ в декабре 2008 года.
22 марта 2010 года Спиринг был отдан в аренду до конца сезона клубу «Лестер Сити», который боролся за выход в Премьер-лигу. За ту же команду выступал бывший партнёр Джея по резервной команде «Ливерпуля» Джек Хоббс.
В то время, когда у руля «Ливерпуля» команды стоял Рой Ходжсон, Спиринг часто не попадал в основной состав и наигрывался в резервной команде. Однако, когда тренером «красных» стал Кенни Далглиш, Джей все чаще стал попадать в состав первой команды. Нередко он выходил на поле с первых минут, чаще всего в матчах с аутсайдерами и играх в рамках Кубка лиги и Кубка Англии. После завершения сезона 2010/2011 Спиринг подписал с «Ливерпулем» новый контракт.
В 2012 году после увольнения Далглиша менеджером «Ливерпуля» стал Брендан Роджерс. Джей Спиринг оказался не нужен новому тренеру, в частности из-за того, что молодой англичанин не обладал нужным креативом и универсальностью. Спиринг был отдан в аренду в «Болтон Уондерерс», а через год окончательно продан в этот клуб.
30 января 2015 года Спиринг был отдан в аренду клубу «Блэкберн Роверс» до конца сезона 2014/15. Также в его услугах был заинтересован «Уотфорд», но в итоге предпочёл приобрести Бена Уотсона.

## Достижения
Резервисты и Академия ФК «Ливерпуль»
- Чемпион Премьер-лиги для резервистов: 2007/08
- Обладатель молодёжного Кубка Англии: 2005/06, 2006/07

«Ливерпуль»
- Обладатель Кубка Футбольной лиги: 2012

## Статистика
| Англия             | Англия             | Англия             | Англия | Англия | Англия | Англия | Англия     | Англия     | Англия   | Англия   | Англия    | Англия    | Англия | Англия | Англия        | Англия     | Англия |
| Сезоны             | Клуб               | Дивизион           | Лига   | Лига   | Кубок  | Кубок  | Кубок Лиги | Кубок Лиги | Плей-офф | Плей-офф | Еврокубки | Еврокубки | Всего  | Всего  | Карточки      | Карточки   |        |
| Сезоны             | Клуб               | Дивизион           | Игры   | Голы   | Игры   | Голы   | Игры       | Голы       | Игры     | Голы     | Игры      | Голы      | Игры   | Голы   | A yellow card | A red card |        |
| ------------------ | ------------------ | ------------------ | ------ | ------ | ------ | ------ | ---------- | ---------- | -------- | -------- | --------- | --------- | ------ | ------ | ------------- | ---------- | ------ |
| 2008/09            | Ливерпуль          | Премьер-Лига       | 0      | 0      | 0      | 0      | 0          | 0          | -        | -        | 2         | 0         | 2      | 0      | 0             | 0          |        |
| 2009/10            | Ливерпуль          | Премьер-Лига       | 3      | 0      | 0      | 0      | 2          | 0          | -        | -        | 0         | 0         | 5      | 0      | 0             | 0          |        |
| 2009/10            | → Лестер Сити      | Чемпионшип         | 7      | 1      | 0      | 0      | 0          | 0          | 2        | 0        | -         | -         | 9      | 1      | 0             | 0          |        |
| 2010/11            | Ливерпуль          | Премьер-Лига       | 11     | 0      | 0      | 0      | 1          | 0          | -        | -        | 8         | 0         | 20     | 0      | 0             | 0          |        |
| 2011/12            | Ливерпуль          | Премьер-Лига       | 16     | 0      | 4      | 0      | 5          | 0          | -        | -        | -         | -         | 25     | 0      | 1             | 1          |        |
| 2012/13            | Ливерпуль          | Премьер-Лига       | 0      | 0      | 0      | 0      | 0          | 0          | -        | -        | 3         | 0         | 3      | 0      | 0             | 0          |        |
| 2012/13            | → Болтон Уондерерс | Чемпионшип         | 37     | 2      | 0      | 0      | 0          | 0          | -        | -        | -         | -         | 37     | 2      | 0             | 0          |        |
| Всего за Ливерпуль | Всего за Ливерпуль | Всего за Ливерпуль | 30     | 0      | 3      | 0      | 8          | 0          | 0        | 0        | 10        | 0         | 54     | 0      | 1             | 1          |        |
| Всего за Карьеру   | Всего за Карьеру   | Всего за Карьеру   | 76     | 3      | 3      | 0      | 8          | 0          | 2        | 0        | 10        | 0         | 63     | 1      | 1             | 1          |        |